# John Uskglass
John Uskglass est un personnage fictif créé par la romancière Susanna Clarke pour son premier roman, Jonathan Strange et Mr Norrell. Il est également un personnage principal dans sa nouvelle John Uskglass et le Charbonnier du comté de Cumbria (John Uskglass and the Cumbrian Charcoal Burner), paru dans le recueil Les Dames de Grâce Adieu.

## Histoire

### Le souverain de toute la magie
John Uskglass était un jeune enfant humain enlevé par des fées et condamné à vivre dans leur monde. Mais il se révéla posséder un don extraordinaire pour l'étude et la maîtrise de la magie. Très rapidement, il devint la créature la plus puissante du royaume féerique, et décida que l'heure était venue pour lui de prendre son destin en main.
Il réapparut en Angleterre pour réclamer une terre où bâtir son nouveau royaume. Devant ses immenses pouvoirs, le roi céda et tout le nord du pays fut gouverné par Uskglass, alors humainement âgé d'au moins une quinzaine d'années. Commença alors dans le pays le règne de la magie. Uskglass fit bâtir des routes reliant les deux mondes, et les fées commencèrent à affluer au service des humains. Ce fut la période de règne la plus longue de toute l'Histoire, car Uskglass étant devenu de par nature une sorte d'hybride mi-humain mi-fée, il disposait d'une incroyable longévité. Durant son règne de près de trois cents ans, la magie se répandit dans le monde entier et bien des légendes naquirent sur les royaumes du craint et célèbre 'Roi Corbeau'. Ce nom lui venait de l'habitude qu'il avait de fondre sur ses ennemis accompagné d'une nuée de ces oiseaux, ainsi que de son heaume en forme de rapace. L'une de ces légendes affirme même que John Uskglass avait réussi à convaincre Lucifer en personne de lui céder un territoire aux Enfers, portant à trois le nombre de royaumes sur lesquels il gouvernait en maître absolu. Une autre prétend qu'il retira le puissant Merlin, père de la magie, de l'arbre ensorcelé qui le retenait prisonnier, avant de jouer avec lui pour finalement le restituer à son gardien. 
Et puis un jour, le Roi Corbeau se volatilisa. Personne ne sut jamais ce qui lui était arrivé, ni où il était allé. Les royaumes humain et féerique n'eurent plus aucune nouvelle, sa présence avait tout bonnement disparu des deux univers. Mais on raconte qu'avant de disparaître, le Roi Corbeau aurait rédigé, en une langue inconnue de tous, un livre, LE livre de magie, un ouvrage unique détenant en son sein une mystérieuse prophétie portant l'avenir du monde dans ses vers.

### Les temps changent
Des siècles passèrent. D'autres magiciens apparurent et tentèrent de maîtriser la magie, sans atteindre le secret du roi. Pire, il semblait que la magie elle-même disparaissait de la Terre. Quand, au XIXe siècle, deux magiciens rivaux retrouvèrent la trace de la magie. Ces deux hommes, Jonathan Strange et Gilbert Norrell, mirent tout en œuvre pour redonner à la magie anglaise toute sa gloire et sa puissance. Leurs aventures les amenèrent à entrer en conflit, manipulés par une force mystique dont ils n'avaient pas la moindre idée, le terrible et surpuissant garçon-fée Lare, désireux de voir disparaitre pour de bon la magie humaine. 
Strange devint bien vite beaucoup plus fort que Norrell, et les multiples expériences qu'il mena sur lui-même l'amenèrent à pouvoir communiquer avec le cœur de la magie. Aidé par Norrell, il réussit à l'invoquer sur Terre durant une brève période pour vaincre Lare et ses projets. En réalité, ce fut Stephen Black que la magie reconnut comme son hérault et à qui elle permit de terrasser le démoniaque garçon-fée. Mais une autre force, plus ancienne que Lare, et surtout bien plus forte, se tenait derrière sa chute.

### Le retour du Roi Corbeau
Le rituel de Strange et Norrell permit à John Uskglass en personne de revenir et de réveiller la magie pour la dernière bataille. Lare était auparavant l'un des vassaux du Roi Corbeau et il prit la place de souverain du monde féerique après la disparition de ce dernier. Avant de disparaître à nouveau, Uskglass dévoile à Stephen que la prophétie est accomplie. Il redonne la vie à Vinculus, son messager involontaire, et s'abîme dans le néant. 
Finalement, il s'avère que le Roi Corbeau manipulait depuis l'ombre toute l'histoire, pour enfin permettre à la magie de revenir au monde. Il exauce également le souhait le plus cher de Strange et de Norrell en les emportant avec lui au sein même de la magie.

## Sources
- Jonathan Strange et Mr Norrell, roman de Susanna Clarke, édité en France chez Robert Laffont depuis mars 2007  (ISBN 978-2-221-10887-1) (édition originale  (ISBN 0-7475-7055-8))